# Liste der Kulturgüter in Egg ZH
Die Liste der Kulturgüter in Egg enthält alle Objekte in der Gemeinde Egg im Kanton Zürich, die gemäss der Haager Konvention zum Schutz von Kulturgut bei bewaffneten Konflikten, dem Bundesgesetz vom 20. Juni 2014 über den Schutz der Kulturgüter bei bewaffneten Konflikten sowie der Verordnung vom 29. Oktober 2014 über den Schutz der Kulturgüter bei bewaffneten Konflikten unter Schutz stehen.
Objekte der Kategorie A sind im Gemeindegebiet nicht ausgewiesen, Objekte der Kategorie B sind vollständig in der Liste enthalten, Objekte der Kategorie C fehlen zurzeit (Stand: 1. Januar 2018). Unter übrige Baudenkmäler sind weitere geschützte Objekte zu finden, die im Verzeichnis der Objekte von überkommunaler Bedeutung der kantonalen Denkmalpflege zu finden und nicht bereits in der Liste der Kulturgüter enthalten sind.

## Kulturgüter
| Foto | | Objekt                                                            | Kat. | Typ | Standort                            | Beschreibung |
| ---- | --- | ----------------------------------------------------------------- | ---- | --- | ----------------------------------- | ------------ |
| ja   | Datei hochladen · Wikidata zu Rällikon, Doppelwohnhaus (1535, 18. und 19. Jh., ehem. Taverne) (Q29932564) | Ehemalige Taverne, Doppelwohnhaus KGS-Nr.: 7436                   | B    | G   | Hinteregg, Rällikon 695248 / 241521 |              |
| ja   | Datei hochladen · Wikidata zu St.-Antonius-Kirche (Q1348457)                                              | Katholische Kirche / Wallfahrtskirche St. Antonius KGS-Nr.: 12531 | B    | G   | Flurstrasse 8 694392 / 239473       |              |
| ja   | Datei hochladen · Wikidata zu Pfannenstilturm, ehemaliger Bachtelturm (1893) (Q29932559)                  | Pfannenstielturm, ehemaliger Bachtelturm KGS-Nr.: 12532           | B    | G   | Hochwacht 693400 / 238499           |              |
| ja   | Datei hochladen · Wikidata zu Reformierte Kirche Egg (Q17321555)                                          | Reformierte Kirche KGS-Nr.: 12533                                 | B    | G   | Forchstrasse 130 694741 / 239608    |              |
| ja   | Datei hochladen · Wikidata zu Sog. Thommensägi (Q29932568)                                                | Thommensäge KGS-Nr.: 12534                                        | B    | G   | Güetlistrasse 4 694206 / 240227     |              |

## Übrige Baudenkmäler
| ID       | Foto |                 | Objekt                                                 | Kat.   | Typ | Standort                                       | Beschreibung |
| -------- | ---- | --------------- | ------------------------------------------------------ | ------ | --- | ---------------------------------------------- | ------------ |
| 19200067 | ja   | Datei hochladen | Ehemaliger Speicher                                    | B reg. | G   | Niederesslingen 696826 / 238739                |              |
| 19200147 | ja   | Datei hochladen | Zum Güeterstall, ehemaliges Bauernhaus                 | B reg. | G   | Esslingen, Güterstalstrasse 19 696078 / 238427 |              |
| 19200208 | ja   | Datei hochladen | Egolfenhaus, Hausteil 1                                | B reg. | G   | Esslingen, Usser-Vollikon 695449 / 237593      |              |
| 19200209 | ja   | Datei hochladen | Egolfenhaus, Hausteil 2                                | B reg. | G   | Esslingen, Usser-Vollikon 695439 / 237589      |              |
| 19200254 | ja   | Datei hochladen | Wallfahrtskirche St. Antonius, Garage                  | C      | G   | bei Flurstrasse 10 694410 / 239411             |              |
| 19200346 | ja   | Datei hochladen | Kindergarten Rietwies                                  | B reg. | G   | Rietwisstrasse 4 694586 / 239896               |              |
| 19200597 | ja   | Datei hochladen | Wohnhaus Schützenmeister                               | B reg. | G   | Pfannenstielstrasse 7 694567 / 239567          |              |
| 19200621 | ja   | Datei hochladen | Reformiertes Pfarrhaus                                 | C      | G   | Forchstrasse 129 694680 / 239447               |              |
| 19200622 | ja   | Datei hochladen | Ökonomiegebäude des Pfarrhauses                        | C      | G   | bei Forchstrasse 129 694675 / 239462           |              |
| 19200652 | ja   | Datei hochladen | Zum Frühlingsgarten, ehemaliges reformiertes Pfarrhaus | B reg. | G   | Dorfstrasse 4 694678 / 239643                  |              |
| 19200692 | ja   | Datei hochladen | Ehemaliges katholisches Pfarrhaus St. Antonius         | C      | G   | Flurstrasse 6 694384 / 239488                  |              |
| 19200704 | ja   | Datei hochladen | Katholisches Pfarrhaus St. Antonius                    | C      | G   | Flurstrasse 10 694399 / 239431                 |              |
| 19200736 | ja   | Datei hochladen | Wallfahrtskirche St. Antonius, Friedensaltar           | C      | K   | bei Flurstrasse 6 694416 / 239485              |              |
| 19200784 | ja   | Datei hochladen | Doppelwohnhaus, Hausteil 1                             | B reg. | G   | Hinteregg, Rällikon 695335 / 241476            |              |
| 19200785 | ja   | Datei hochladen | Doppelwohnhaus, Hausteil 2                             | B reg. | G   | Hinteregg, Rällikon 695322 / 241476            |              |
| 19200825 | ja   | Datei hochladen | Bauernhaus, Hausteil 1                                 | B reg. | G   | Hinteregg, Niderdorf 694404 / 240336           |              |
| 19200826 | ja   | Datei hochladen | Bauernhaus, Hausteil 2                                 | B reg. | G   | Hinteregg, Niderdorf 694396 / 240333           |              |
| 19200827 | ja   | Datei hochladen | Bauernhaus, Hausteil 3                                 | B reg. | G   | Niderdorf, Hinteregg 694385 / 240335           |              |
| 19200829 | ja   | Datei hochladen | Speicher                                               | B reg. | G   | Niderdorf, Hinteregg 694386 / 240317           |              |
| 19200845 | ja   | Datei hochladen | Wohnhaus der Thommensäge                               | C      | G   | Hinteregg, Güetlistrasse 4 694186 / 240231     |              |
| 19200860 | ja   | Datei hochladen | Bauernwohnhaus Lindenhof                               | B reg. | G   | Hinteregg, Lindenhof 694086 / 240086           |              |
| 19200877 | ja   | Datei hochladen | Ehemaliges Wirtshaus Sonne                             | B reg. | G   | Hinteregg, Güetliweg 1 694208 / 240302         |              |
| 19201237 | ja   | Datei hochladen | Ehemaliges Rebhäuschen                                 | B reg. | G   | bei Forchstrasse 132 694763 / 239599           |              |
| 19201375 | ja   | Datei hochladen | Wohnhaus bei St. Antonius                              | C      | G   | Flurstrasse 12 694385 / 239390                 |              |
| 19202227 | ja   | Datei hochladen | Kirchgemeindehaus St. Antonius                         | C      | G   | bei Flurstrasse 8 694420 / 239380              |              |
| 19202310 | ja   | Datei hochladen | Wallfahrtskirche St. Antonius, Garage                  | C      | G   | Bolgerweg 694366 / 239483                      |              |

Legende: Im Wesentlichen siehe Legende der Liste der Kulturgüter von nationaler und regionaler Bedeutung, mit folgenden Ausnahmen:
- Anstelle der KGS-Nummer wird als Objekt-Identifikator (ID) die Inventarnummer im Verzeichnis der Objekte von überkommunaler Bedeutung des kantonalen Denkmalschutzamtes verwendet.
- Bei den Kategorien wird wie folgt unterschieden: B kant. = Objekt von kantonaler Bedeutung (Kanton Zürich); B reg. = Objekt von regionaler Bedeutung (Kanton Zürich).